# Мыс Грязнова
Мыс Грязнова — скалистый мыс в Чёрном море, ограждающий с юго-востока Ольгинскую бухту. Острее, чем мыс Агрия, расположенный северо-западнее и тоже ограждающий бухту. Находится на территории Туапсинского района Краснодарского края.

## Описание
Территория мыса Грязнова входит в состав 120-го квартала Ольгинского участкового лесничества Джубгского лесничества. Леса из дуба с участием охраняемых видов — можжевельника красного и сосны пицундской относятся к категории особо защитных лесов. Лес является туристической достопримечательностью Туапсинского района. В лесу находятся развалины старого маяка. На вершине скал на мысе Грязнова есть природная смотровая площадка с видом на Ольгинку.

## Экологические проблемы
Несмотря на то, что по российскому законодательству запрещено передавать леса в частную собственность, в 2012 г. участок леса на мысе Грязнова был передан частным лицам. Появились  планы по его жилищной застройке: здесь собирались построить квартал «Морская волна».